# 天授节
天授节，是天显三年至会同九年间（928年－946年）间庆祝辽朝皇帝诞辰的节日。“天授节”是辽太宗耶律德光登基称帝后的生日，是每年的农历十月二十三日。
《辽史》卷三《太宗本纪》记载，天显三年（928年）九月，有司请以皇帝生日为“天授节”，述律皇太后生日为“永宁节”。此后，辽太宗在位期间，每年的天授节和永宁节，都有群臣和各国使节前来祝贺。“天授节”这个名称一直沿用至辽太宗逝世。
天显三年至会同九年间的天授节，《辽史》卷三《太宗本纪》有详细的记录。

## 遼朝其他生日
- 遼景宗天清節
- 遼聖宗千齡節
- 遼興宗永壽節
- 遼道宗天安節
- 遼天祚帝天興節